# Hartvlekspecht
De hartvlekspecht (Hemicircus canente) is een vogel uit de familie Picidae (spechten).

## Verspreiding en leefgebied
Deze soort komt voor in India, Myanmar, Thailand en Indochina.